# Чорнушка (рослина)

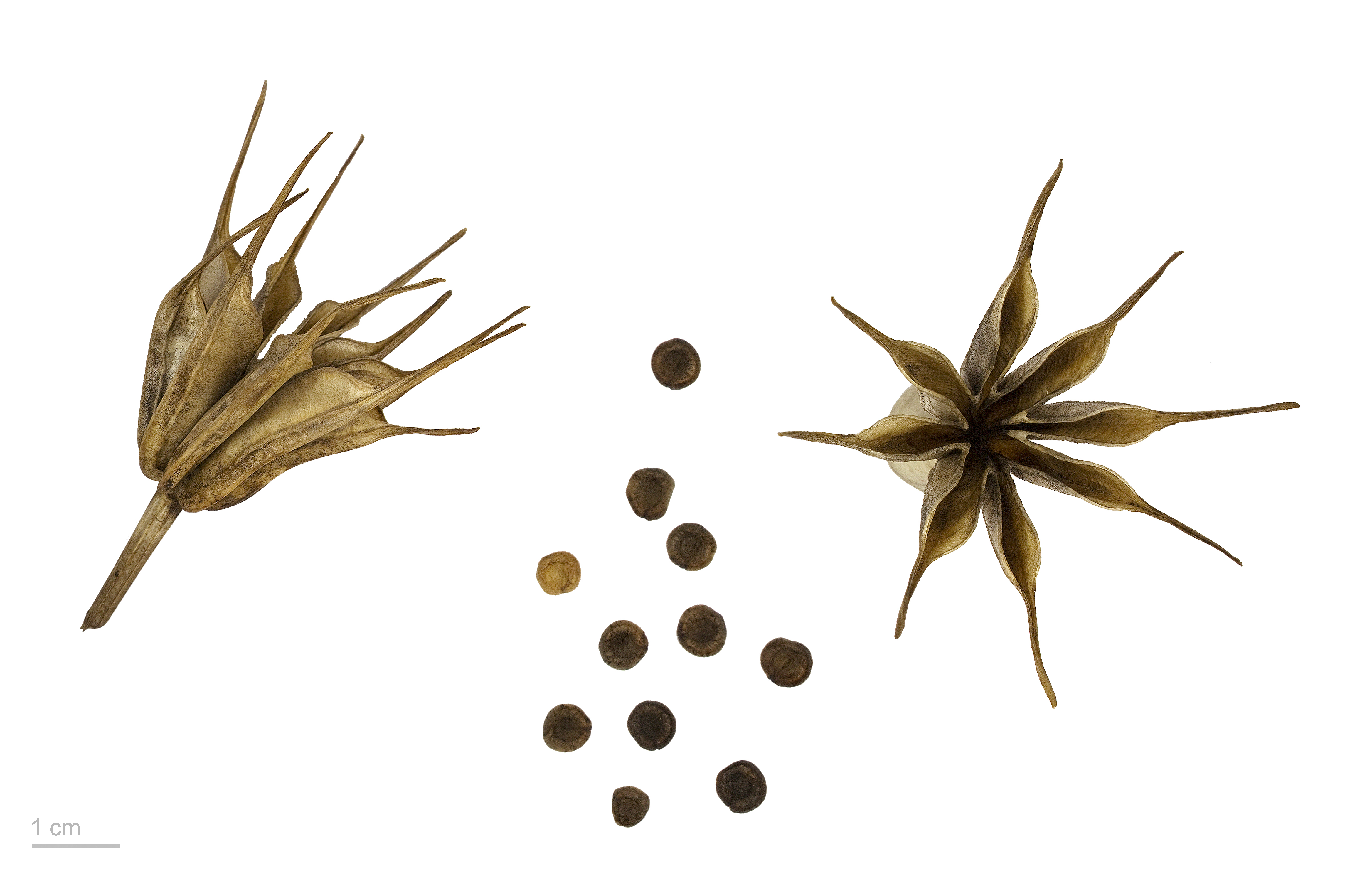
Nigella orientalis — Тулузький музей

Чорнушка (Nigella L.) — рід однорічних трав'янистих рослин родини жовтецевих.
Рослина заввишки 10-40 см. Все літо радує вона нас своїми п'ятизірчастими блакитними квіточками. Квіти правильні, одиночні. Відомо близько 20 видів, у тому числі в Україні 3. Крім того, 2 середземноморські види в культурі: Чорнушка посівна (N. sativa L.)- насіння містить 31-44 % жирної та ефірної олії; використовують як пряність в хлібопекарській промисловості, при квашенні капусти та солінні огірків та кавунів, вона надає цим наїдкам приємного пряного присмаку. Чорнушка дамаська (N. damascena L.) — декоративна рослина, містить ефірну олію яку використовують в парфумерії. В листі цього виду міститься до 430 мг% вітаміну С.
Усі види Ч. декоративні та відмінні медоноси.

## Лікарські властивості
В народній медицині з чорнушки готують чай та п'ють його як сечогінний, жовчогінний, глистогінний, шлунковий засіб. Насіння чорнушки використовують для лікування захворювань шкіри, для підвищення секреції молочних залоз у матерів-годувальниць. Давно було помічено, що ті молоді мами, які вживають чорнушку, мають вдосталь молока, щоб вигодувати немовлят. Добре впливає чорнушка на регуляцію серцевого ритму, уповільнюючи його, це не зайве знати тим, хто страждає на тахікардію, тобто має прискорене серцебиття.
У народній медицині застосовується як протипухлинний засіб. Також відомо, що має чорнушка і протирадіаційні властивості.

## Види
- Nigella arvensis L. — Чорнушка польова
- Nigella carpatha Strid
- Nigella damascena L. — Чорнушка дамаська
- Nigella degenii Vierh.
- Nigella elata Boiss.
- Nigella fumariifola Kotschy
- Nigella glandulifera Freyn & Sint.
- Nigella hispanica L.
- Nigella latisecta P.H. Davis
- Nigella nigellastrum (L.) Willk.
- Nigella orientalis L.
- Nigella oxypetala Boiss.
- Nigella papillosa G.López
- Nigella sativa L. — Чорнушка посівна
- Nigella segetalis M.Bieb.
- Nigella stricta Strid
- Nigella ungicularis (Poir) Spenn.